# Безымянное газовое месторождение
Безымя́нное га́зовое месторожде́ние (укр. Безіменне газове родовище) — газовое месторождение на Украине, расположенное в северо-западной части шельфа Чёрного моря (Украина). Относится к Причерноморско-Крымской нефтегазоносной области.

## Характеристика
Глубина шельфа в районе залегания 37-39 м. Открыто в 1997 г. подрядчиками Геологического комитета Украины и Черноморнефтегаза и учёными института геологических наук НАНУ. В тектоническом плане месторождение приурочено к западной части центрклинале Каркинитско-Северо-Крымского мелово-палеогенового прогиба. По данным Черноморнефтегаза, оно залегает в пределах северо-восточного склона Килийско-Змеиного поднятия. Поисковое бурение на Безымянной структуре началось в 1997 г. В результате испытания известняков нижнего палеоцена в трёх скважинах (глубиной 1185, 2258 и 2055 м) получен прилив газа соответственно 98,49 тыс. м³/сутки, 78,6 тыс. м³/сутки и 143,1 тыс. м³/сутки.

## История
Освоено Черноморнефтегазом в 2012 году совместно с Одесским месторождением. Газ по подводному трубопроводу поступает в Крым.
В связи с переходом Крыма под контроль России месторождение и добытый из него газ являются предметом арбитражного иска Украины к России.